# 60-я танковая дивизия (СССР)
60-я танковая дивизия — общевойсковое соединение АБТВ РККА Вооружённых Сил Союза ССР в Великой Отечественной войне.
В действующей армии 60 тд с 1 ноября 1941 года по 20 января 1942 года.

## История дивизии
Танковая дивизия формировалась с марта 1941 года в районе Биробиджана, на Дальнем Востоке в рамках мероприятий по созданию 30-го механизированного корпуса (управление, 58 тд, 60 тд, 239 мд, 29 мцп).
На 22 июня 1941 года формирование дислоцировалась там же. В июле 30-й механизированный корпус был расформирован, а дивизии переведены на новые сокращённые штаты, частично передав матчасть другим соединениям и частям РККА ВС Союза ССР. В июле 1941 года танковая дивизия переформировалась по сокращённым штатам № 010/44-010/52, 04/117, 04/16, высвободившийся личный состав и материальная часть направлены на сформирование Амурской танковой дивизии.
С 14 октября 1941 года начала переброску на запад. Формирование прибыло в район Тихвина 29 октября 1941 года, имея в составе 13 БТ-7, 139 Т-26, 25 химических (огнемётных) Т-26, 2 Т-37, 31 бронеавтомобиля различных модификаций и 6 044 человек личного состава. По прибытии передислоцирована в район западнее Тихвина близ Мелегежской Горки.
Со 2 ноября 1941 года двумя батальонами, приданными 4-й гвардейской стрелковой дивизии, и 191-й стрелковой дивизии участвует в контрударе по войскам 39-го моторизованного корпуса нацистской Германии в общем направлении на Будогощь.
Основные силы танковой дивизии 4 ноября 1941 года начали переброску в район Крестцы, для совместных действий с 92-й стрелковой дивизией в наступлении в направлении Крестцы — Будогощь. Марш длиной около 100 километров проходил в исключительно тяжёлых условиях, в связи с тем, что имеющиеся узкие и разбитые дороги были забиты войсками. Таким образом, дивизия фактически не дошла до места назначения и 9 ноября 1941 года была развёрнута в обратном направлении. За это время силы противника беспрепятственно взяли Тихвин; от дивизии в боях за Тихвин принимали участие только 20 танков, действовавших в составе 44-й стрелковой дивизии.
С 10 ноября 1941 года растянутые по дороге формирования дивизии стали подчиняться близким соединениям: 60-й мотострелковый полк и 20 танков 120-го танкового полка были подчинены 4-й гвардейской стрелковой дивизии, часть техники и личного состава были подчинены 27-й кавалерийской дивизии, а в дальнейшем дивизия ещё больше начала дробиться, вплоть до передачи танков в виде поддержки пехоты для стрелковых полков. К 20 ноября 1941 года в распоряжении собственно дивизии осталось только 38 танков из 179 первоначальных. Этими танками дивизия и перешла в наступление на Тихвин из района Городище. Ведёт бои, пытаясь перерезать коммуникации противника, ведущие в Тихвин, после оставления противником Тихвина 9 декабря 1941 года преследует его в направлении Будогощи. 21 декабря 1941 года с танковым десантом из состава 4-й гвардейской стрелковой дивизии освобождает Будогощь и выводится в резерв. К 31 декабря 1941 года дивизия собралась в первоначальном (организационно) составе, и в ней стало 57 боеспособных танков и 37 требующих ремонта. В середине января 1942 года дивизия, оставив технику отдельным батальонам Волховского фронта, убыла на переформирование в Подмосковье (Кузьминки).
20 января 1942 года на базе дивизии сформирована 60-я танковая бригада.

## В составе
| Дата                  | Фронт (округ)         | Армия               | Корпус (группа)              | Примечания |
| --------------------- | --------------------- | ------------------- | ---------------------------- | ---------- |
| 22 июня 1941 года     | Дальневосточный фронт | 1-я армия           | 30-й механизированный корпус | -          |
| 01 июля 1941 года     | Дальневосточный фронт | 1-я армия           | 30-й механизированный корпус | -          |
| 10 июля 1941 года     | Дальневосточный фронт | 1-я армия           | 30-й механизированный корпус | -          |
| 01 августа 1941 года  | Дальневосточный фронт | 15-я армия          | -                            | -          |
| 01 сентября 1941 года | Дальневосточный фронт | 15-я армия          | -                            | -          |
| 01 октября 1941 года  | Дальневосточный фронт | 15-я армия          | -                            | -          |
| 01 ноября 1941 года   | -                     | 4-я отдельная армия | -                            | -          |
| 01 декабря 1941 года  | -                     | 4-я отдельная армия | -                            | -          |
| 01 января 1942 года   | Волховский фронт      | -                   | -                            | -          |

## Состав
- Управление дивизии
- 120-й танковый полк
- 121-й танковый полк
- 60-й мотострелковый полк
- 60-й гаубичный артиллерийский полк
- 60-й разведывательный батальон
- 60-й отдельный зенитно-артиллерийский дивизион
- 60-й отдельный батальон связи
- 60-й автотранспортный батальон
- 60-й ремонтно-восстановительный батальон
- 60-й понтонный батальон
- 60-й медицинско-санитарный батальон
- 60-я рота регулирования
- 60-й полевой автохлебозавод
- 267-я полевая почтовая станция
- 150-я полевая касса Госбанка

## Командиры
- Попов, Алексей Фёдорович, генерал-майор танковых войск
- Временно ид. Троицкий, Александр Александрович (1901—1980), полковник
- Гаврилов, Михаил Филиппович (11.11.1941 — 15.01.1942), генерал-майор[3]